# Club Atlético General Lavalle
El Club Atlético General Lavalle es un club de fútbol argentino de la ciudad de San Salvador de Jujuy en la Provincia de Jujuy. Fue fundado en 10 de enero de 1945 y juega en la Liga Jujeña de Fútbol.
Juega de local en el Estadio Libero Bravo, que cuenta con capacidad para 3.000 espectadores.
Su clásico rival es Atlético Cuyaya.
En el temporada 2003 de la Liga Jujeña de Fútbol, se coronó campeón del Torneo. Este fue el primer título de la liga en la historia del club.

## Historia
El 20 de marzo de 1941, un grupos de jugadores del entonces llamado Club Atlético Huracán, reunidos en la casa del Señor Matías Cruz, resuelven por unanimidad, cambiar el nombre mencionado por el de Club Atlético General Lavalle.
En el año 1943, se realiza una reunión en la casa del Urzagasti, sitio en la actual calle Santiago del Estero de Nº 21, donde se nombra una comisión directiva. El 10 de enero de 1945 se concreta su fundación definitiva, y luego mediante Decreto Nº6393-G-49, se le otorga la Personería Jurídica correspondiente.
El club ha tenido varias figuras deportivas a lo largo de su historia, como lo son, Celso Trampolín Fernández, Daniel Rana Valencia, y el Gringo Ortiz, y su máximo logro fue jugar en el torneo Argentino C.
El club poco a poco sigue creciendo y es la imagen viva y representativa de un Barrio tan populoso como los es Mariano Moreno. Actualmente el club cuenta con de una cancha de fútbol profesional, con una cancha de Básquet con sus respectivo vestuarios y una pileta que se utiliza para la colonia de verano.
En Lavalle además de fútbol, se practica Taekwondo, Vóley, Handball, Básquet, Patín Artístico y también con una escuela de danza.
El club posee 6 divisiones (9.ª, 8.ª, 7.ª, 6.ª, 5.ª o reserva y 1.ª) y una escuela de fútbol para los más chicos. Tanto la primera como las divisiones inferiores, se entrenan en una cancha de tierra (Auxilia) que se encuentra dentro del complejo deportivo del club. Actualmente el club está afrontando el torneo de La Liga Jujeña de Fútbol.
Lavalle, también conocidos como los GENERALES tiene, como casi todos los clubes, una camiseta titular y una suplente. La camiseta titular es blanca y con una banda roja, mientras que la camiseta suplente es de color negro y con una banda color rojo.

### Estadio
El Estadio del Club Atlético General Lavalle, “Libero Bravo´´, se encuentra en el Barrio Mariano Moreno, entre las calles Dominicana y Olavarría. Es allí donde el club hace de local para afrontar el torneo de La Liga Jujeña de Fútbol. Actualmente se está reacondicionando el Estadio Libero Bravo, es decir, se está replantando el césped y construyendo dos nuevas tribunas, por lo que el estadio contara con 4 tribunas (dos de cada lado de la cancha), con una capacidad de 10 mil personas. La fecha de reinauguración está estipulada para el 10 de diciembre de 2013.

### Sede Social
La sede se inauguró el 10 de enero de 1946. Se encuentra ubicada en la calle Perú Nº 1311 Barrio Mariano Moreno. Desde aquí se organiza todas las actividades que conciernen al club, también, es aquí donde se realizan la reuniones de comisión directiva. Actualmente el club cuenta con 1062 socios.

#### Temporadas
| Nivel | Categoría           | Temporadas | Debut | Última vez | Total |
| ----- | ------------------- | ---------- | ----- | ---------- | ----- |
| 1°    | Primera División    | 0          | -     | -          | 0     |
| 2°    | Primera B Nacional  | 0          | -     | -          | 0     |
| 3°    | Torneo Federal A    | 0          | -     | -          | 0     |
| 4°    | Torneo R. F. A.     | 0          | -     | -          | 0     |
| 5°    | Torneo del Interior | 0          | -     | -          | 0     |
| 5°    | Torneo Federal C    | 0          | -     | -          | 0     |

## Palmarés

### Torneos provinciales oficiales (1)
| Torneos locales oficiales   | Torneos locales oficiales | Torneos locales oficiales |
| Competición                 | Títulos                   | Subcampeonatos            |
| --------------------------- | ------------------------- | ------------------------- |
| Liga Jujeña de Fútbol (1/0) | 2003.                     |                           |